# 謝爾蓋·馬爾琴科
謝爾蓋·米哈伊洛維奇·馬爾琴科（烏克蘭語：Сергій Михайлович Марченко；1981年1月24日—），烏克蘭經濟學家、政治人物。他在2009年獲得經濟學博士學位，曾任烏克蘭財政部副部長（2016年－2018年）與烏克蘭總統府副部長（2018年－2019年）。2020年3月20日，他被任命為烏克蘭財政部長。

## 生平
馬爾琴科在2002年從國家稅務局學院畢業，獲得公共財政管理碩士學位。2009年獲得經濟學博士學位。
2002年起，馬爾琴科在財政部、國家稅務局、財政和銀行委員會，以及部長內閣秘書處擔任多個職務。
2011年，馬爾琴科參加哈佛大學甘迺迪政府學院的管理與領導課程，並開始在總統改革實施協調中心工作，他參與了預算法的制定，該法典於2014年通過。由於財政權力下放的改革，該法尤其重要。馬爾琴科協調了一系列立法法案的準備工作，旨在改變預算編制和改善醫療機構的自主權。
2014年起，馬爾琴科作為本篤基澤自由市場中心的專家，制定了公共財政領導力項目的概念，然後在2015年至2016年間與基輔經濟學院一起實施。他曾在2016年至2018年擔任財務部副部長，並在2018年至2019年擔任總統府副部長一職。
在2019年烏克蘭議會選舉中，馬爾琴科是格羅伊斯曼烏克蘭戰略黨選舉名單上的第7號。該黨未能贏得任何席位。
馬爾琴科自2020年4月7日起為國家安全與國防事務委員會成員，並於2020年3月30日被任命為烏克蘭財政部長。
作為財政部長，馬爾琴科在2020年7月被乌克兰《通訊員》（Korrespondent）雜誌評為「40位烏克蘭最具影響力的年輕政治家」中的第4位。

## 個人生活
馬爾琴科已婚，並有兩名子女。
馬爾琴科對鐵人三項有很大的興趣，曾參加三次鐵人70.3（半程鐵人三項），其中在土耳其和芬蘭的兩次比賽成功完賽。在葡萄牙的賽事中，他在騎車過程中受傷，因此無法完成比賽。

## 外部連結
- 謝爾蓋·馬爾琴科的Facebook專頁

| 官衔                     | 官衔                        | 官衔 |
| ------------------------ | --------------------------- | ---- |
| 前任者： 伊霍爾·烏曼斯基 | 烏克蘭財政部長 2020年－至今 | 現任 |